# 耦园
耦园，苏式古典园林，处于平江古城保护区的腹地，座北朝南，三面环水，面积为0.8公顷。耦园包括东花园、西花园和中部住宅三个部分，其中尤以东花园之景色最胜。
2000年，增补为世界文化遗产——苏州古典园林项目。2001年，列入第五批全国重点文物保护单位。

## 历史
- 清雍正年间（1723～1735年），由仕人陆锦归还故里建造，名“涉园”，取自陶渊明的《归去来辞》，“园日涉以成趣”。
- 同治年间，湖南按察使沈秉成抱病下野，携妻归隐，请了画家顾沄在涉园的基础上拓展开辟，形成今日的耦园。

## 特征
“耦园住佳耦，城曲筑诗城”，取名“耦”，通“偶”，即指佳偶连理，又道出园宅的特征，布局上中轴线上为明显的仕宦第宅，东西花园相互对应。东花园以中心的黄石假山为主要景点，是涉园的遗存，也是苏州古典园林里著名的黄石假山；西花园则以湖石构景，舒展绵延。同时，在个体建筑上也有或东西、或南北、或上下、或明暗、或高低等两两呼应。